# Dsmitryj Abascheu
Dsmitryj Abascheu (belarussisch Дзмітрый Абашэў; * 22. Januar 1991 in Gubacha, Region Perm, Russische SFSR, Sowjetunion) ist ein ehemaliger belarussischer und russischer Biathlet.

## Werdegang
Dsmitryj Abascheu bestritt sein erstes internationales Rennen 2012 in Ridnaun im Rahmen des IBU-Cup und erreichte als 99. eines Sprints gerade die zweistelligen Ränge. Bei seinen folgenden Teilnahmen konnte er sich stetig verbessern. Zum Auftakt der Saison 2013/14 gewann er in Idre als Sprint-36. erstmals Punkte. Erste internationale Meisterschaft wurden die Biathlon-Europameisterschaften 2014 in Nové Město na Moravě. Im Einzel lief Abascheu auf einen 17. Rang und erreichte damit sein bislang bestes Resultat in einem internationalen Rennen. Zudem wurde er 36. in Sprint und Verfolgung sowie mit Aljaksej Abromtschyk, Maksim Ramanouski und Raman Jaljotnau als Schlussläufer mit der Staffel Sechster. In der Folgesaison wurde Abascheu in Ruhpolding erstmals im Biathlon-Weltcup eingesetzt, mit der Staffel ging es auch sofort unter die besten Zehn. Seine erste Medaille gewann der Belarusse an der Seite von Uladsimir Tschapelin, Dmitri Djuschew und Jury Ljadau im Staffelrennen der EM 2015. Außerdem durfte er bei den Weltmeisterschaften in Kontiolahti starten, mit der Staffel ging es erneut unter die besten 10.
Im Januar 2016 feierte Abascheu auch sein erstes Einzelpodest im IBU-Cup, in Nové Město na Moravě ging es hinter Fabien Claude und Timofei Lapschin auf Platz 3. Zudem lief er im Sprint von Canmore mit Position 29 erstmals in die Punkteränge des Weltcups. Seine zweite Weltmeisterschaft absolvierte der 26-jährige 2017 in Hochfilzen, mit Rang 28 gab es im Einzel eine weitere persönliche Bestleistung, die bis zum Karriereende bestand. Nach einer weiteren kompletten Saison, die er teils im Weltcup, teils im IBU-Cup bestritt, folgte im Januar 2018 die letzte EM-Teilnahme. Dort erreichte Abascheu im Einzel mit Rang sechs seine zweitbeste Karriereleistung, beendete allerdings in Folge der Europameisterschaften zunächst seine Sportlerlaufbahn. Drei Jahre später startete Abascheu für sein Geburtsland Russland bei den Sommerbiathlon-Weltmeisterschaften in Nové Město na Moravě und platzierte sich in allen drei Rennen um Rang 20. Dies war sein bis heute letzter internationaler Auftritt.

## Statistiken

### Weltcupplatzierungen
Die Tabelle zeigt alle Platzierungen (je nach Austragungsjahr einschließlich Olympische Spiele und Weltmeisterschaften).
- 1.–3. Platz: Anzahl der Podiumsplatzierungen
- Top 10: Anzahl der Platzierungen unter den ersten zehn (einschließlich Podium)
- Punkteränge: Anzahl der Platzierungen innerhalb der Punkteränge (einschließlich Podium und Top 10)
- Starts: Anzahl gelaufener Rennen in der jeweiligen Disziplin
- Staffel: inklusive Mixed- und Single-Mixed-Staffeln

| Platzierung               | Einzel | Sprint | Verfolgung | Massenstart | Staffel | Gesamt |
| ------------------------- | ------ | ------ | ---------- | ----------- | ------- | ------ |
| 1. Platz                  |        |        |            |             |         |        |
| 2. Platz                  |        |        |            |             |         |        |
| 3. Platz                  |        |        |            |             |         |        |
| Top 10                    |        |        |            |             | 2       | 2      |
| Punkteränge               | 1      | 1      | 1          |             | 11      | 14     |
| Starts                    | 6      | 13     | 4          |             | 11      | 34     |
| Stand: Saisonende 2017/18 |        |        |            |             |         |        |

### Biathlon-Weltmeisterschaften
Ergebnisse bei den Weltmeisterschaften:
| Weltmeisterschaften | Weltmeisterschaften | Einzelwettbewerbe | Einzelwettbewerbe | Einzelwettbewerbe | Einzelwettbewerbe | Staffelwettbewerbe | Staffelwettbewerbe | Staffelwettbewerbe   |
| Jahr                | Ort                 | Einzel            | Sprint            | Verfolgung        | Massenstart       | Herrenstaffel      | Mixedstaffel       | Single-Mixed-Staffel |
| ------------------- | ------------------- | ----------------- | ----------------- | ----------------- | ----------------- | ------------------ | ------------------ | -------------------- |
| 2015                | Kontiolahti         | 97.               | 70.               | –                 | –                 | 10.                | –                  | –                    |
| 2017                | Hochfilzen          | 28.               | –                 | –                 | –                 | 19.                | –                  | –                    |